# No Place That Far
No Place That Far é o segundo álbum de estúdio da cantora Sara Evans, lançado em 27 de Outubro de 1998.

## Faixas
1. "The Great Unknown" (Phil Barnhart, Sara Evans, James House) — 3:53
2. "Cryin' Game" (Jamie O'Hara) — 2:54
3. "No Place That Far" (Evans, Tony Martin, Tom Shapiro) — 3:37
4. "I Thought I'd See Your Face Again" (Marv Green, Rick Orozco) — 3:28
5. "Fool, I'm a Woman" (Matraca Berg, Evans) — 3:06
6. "Time Won't Tell" (Beth Nielsen Chapman) — 3:53
7. "The Knot Comes Untied" (Ron Harbin, Ed Hill, Sam Hogin) — 3:42
8. "Love, Don't Be a Stranger" (Bill Rice, Sharon Rice) — 3:16
9. "These Days" (Evans, Billy Yates) — 3:14
10. "Cupid" (Keith Gattis, Kostas) — 3:03
11. "There's Only One" (Evans, Leslie Satcher) — 2:58

## Desempenho nas paradas musicais
| Parada musical (1998)            | Posição |
| -------------------------------- | ------- |
| Estados Unidos - Country Albums  | 11      |
| Estados Unidos - Top Heatseekers | 1       |
| Estados Unidos - Billboard 200   | 116     |